# Scottish Green Party
De Scottish Green Party (Goidelisch: Pàrtaidh Uaine na h-Alba; Schots: Scots Green Pairty) is een groene politieke partij in Schotland.
De partij ontstond in 1990 na het uiteenvallen van de Britse groene partij in: Green Party of England and Wales, Green Party in Northern Ireland en dus de Scottish Green Party. Ze is tevens lid van de internationale Global Greens, en in Europees verband met de Europese Groene Partij.
De partij houdt er naast klassiek linkse en ecologische ideeën, ook Schots-nationalistische ideeën op na. Dit was de voornaamste reden waarom de partij zich in 1990 afscheurde van de UK Green Party. De SGP streeft samen met de sociaaldemocratische SNP naar Schotse onafhankelijkheid.
In 1999 werd voor het eerst iemand van de partij in een parlement verkozen. In het pas opgerichte Schots Parlement zetelde Robin Harper. De partij behaalde hier 6,3% van de stemmen. Vier jaar later in 2003, overtroffen ze hun vorige verkiezingsresultaat. Met 6,9% van de stemmen behaalde ze zeven zetels in het Schots Parlement. Door een verandering in het kiessysteem verminderde hun zetelaantal in 2007 tot twee zetels met 4,0% van de stemmen. Ze sloten echter een akkoord met de winnaar van de verkiezingen, de SNP. De Groenen zouden de SNP gedoogsteun geven in ruil voor klimaatmaatregelen. Bij de volgende verkiezingen behaalde de Groenen hetzelfde resultaat. Het gaf echter geen gedoogsteun meer aan de SNP, deze haalde namelijk een absolute meerderheid.
Tijdens het referendum over de onafhankelijkheid van Schotland trok de Green Party samen met de SNP de 'Yes'-campagne.

## Mandaten

### Regionaal niveau

#### Wetgevende macht
| John Finnie      | Highlands and Islands |
| Ross Greer       | West Scotland         |
| Patrick Harvie   | Glasgow               |
| Alison Johnstone | Lothian               |
| Mark Ruskell     | Mid Scotland and Fife |
| Andy Wightman    | Lothian               |

## Verkiezingen
| Verkiezingen | #       | %     | Zetels | +/- |
| ------------ | ------- | ----- | ------ | --- |
| 1999         | 84.024  | 3,59% | 1      |     |
| 2003         | 132.138 | 6,90% | 7      | + 6 |
| 2007         | 82.584  | 4,00% | 2      | - 4 |
| 2011         | 87.060  | 4,38% | 2      | + 0 |
| 2016         | 150.426 | 6,60% | 6      | + 4 |

## Vier principes[1]
- Ecologie: De maatschappij is op milieu gebouwd, dus moeten we zorgen dat we het niet vernietigen.
- Gelijkheid: Slechts wanneer mensen geen armoede lijden, kunnen zij verantwoordelijkheid nemen voor grotere issues.
- Radicale democratie: De partij is voor meer decentralisatie, zodat mensen meer invloed op hun omgeving hebben.
- Vrede en geweldloosheid: Al het geweld moet afgekeurd worden.